# Estación Aeronaval Malvinas
La Estación Aeronaval Malvinas fue un aeródromo de campaña de la Armada Argentina creado en el aeropuerto de Stanley para la Aviación Naval. Compartía el aeropuerto con la Base Aérea Militar Malvinas de la Fuerza Aérea Argentina.

## Establecimiento
El comandante de la Aviación Naval, contraalmirante Carlos García Boll, encomendó el capitán de fragata Alberto Olcese la organización de una estación aeronaval en el aeropuerto de Stanley después de la Operación Rosario para apoyar a los aviones de la Armada que operarían desde allí.
Olcese y otros militares desembarcaron el 2 de abril y ocuparon un quonset del Aeropuerto para efectos de alojamiento, depósito y estación de radio. Vuelos sucesivos de la Armada transportaron el material y personal designado para organizar la Estación Aeronaval.

## Operaciones
Los primeros aviones en operar en la Estación fueron los S-2E Tracker 2-AS-22 y 2-AS-25 de la Unidad de Tareas 80.2.2 que arribaron el 3 de abril. Éstos Tracker realizaron tareas de reconocimiento y exploración de las islas y sus aguas circundantes y de apoyo a los buques de la Armada que entraban en la zona. El 13 de abril ambos aviones se replegaron a la Base Aeronaval Comandante Espora.
Mientras tanto y hasta el fin de la guerra, operaron aviones Aermacchi MB-339 de la 1.ª Escuadrilla Aeronaval de Ataque y un SC.7 Skyvan y un SA 330 Puma de la Fuerza de Tareas 50.
El 1 de mayo la Fuerza de Tareas 317 enemiga ejecutó el primer ataque contra el aeródromo.